# Upupidae
Пупавци (лат. Upupidae) су шарене птице које се налазе широм Африке, Азије и Европе, познате по својој карактеристичној „ крести “ од перја која се може подићи или спустити по жељи. Препознате су две живе и једна изумрла врста, иако су дуги низ година обе постојеће врсте биле сврстане у једну врсту - Upupa epops. У ствари, неки таксономисти и даље сматрају да је врста конспецифична . Неки стручњаци такође држе Upupa epops africana и Upupa epops epops заједно, али деле мадагаскарског пупавца (Upupa marginata). Пупавац (Upupa epops) је чест у свом подручју и има велику популацију, па је оцењен као најмање забрињавајући таксон на Црвеном списку угрожених врста IUCN-а. Међутим, њихов број опада у Западној Европи. Насупрот томе, пупавци су се повећали у броју на врху Јужног Синаја, Шарм ел Шеику. Постоје десетине парова који се гнезде и остају настањени током целе године.

## Таксономија
Род Upupa је формално описао шведски природњак, научник и академик Карл фон Лине 1758. године у десетом издању своје „Systemā Naturae“. Типична врста је пупавац (Upupa epops). Upupa и "ἔποψ" "epops" су, респективно, латински и старогрчки називи за пупавца; оба, као и енглески назив, су ономатопејски облици који имитирају оглашавање птице.
Пупавац је класификован у кладу Coraciiformes, која такође укључује водомаре, пчеларице и модровране. Блиску везу између пупаваца и шумских пупаваца (Phoeniculidae) такође потврђује заједничка и јединствена природа њихових узенгија. У таксономији Сибли-Алквист, пупавац је одвојен од Coraciiformes као посебан ред, Upupiformes. Неки ауторитети такође сврставају шумске пупавце у Upupiformes. Сада је консензус да и пупавци и шумски пупавици припадају кљунорошкама Bucerotiformes.
Фосилни запис пупавца је веома непотпун, а најранији фосил потиче из квартара. Фосилни запис њихових сродника је старији, са фосилним шумским пупавцима који датирају из миоцена, а они изумрле сродне породице, Messelirrisoridae, из еоцена.

### Врсте
Раније сматрана једном врстом, пупавац је подељен на две одвојене врсте: пупавца(Upupa epops) и мадагаскарског пупавца (Upupa marginata). Једна прихваћена одвојена врста, пупавац са острва Свете Јелене (Upupa antaios), живела је на острву Света Јелена, али је изумрла у 16. веку, вероватно због унетих врста.
Род Upupa је створио Карл фон Лине у свом делу „Systemā Naturae“ 1758. године. Затим је обухватио још три врсте са дугим закривљеним кљуновима: 
- Upupa eremita, сада Geronticus eremita ћелави ибис
- Upupa pyrrhocorax, сада Pyrrhocorax pyrrhocorax, црвенокљуна галица
- Upupa paradisea

Раније се и кривокљуна шева (Alaemon alaudipes) сматрала чланом овог рода као Upupa alaudipes.

#### Постојеће врсте
Препознате су  три врсте:
| Фотографија | Научно име                             | Име                            | Распрострањеност                                   | Подврсте | Статус                  |
| ----------- | -------------------------------------- | ------------------------------ | -------------------------------------------------- | --- | ----------------------- |
|             | Upupa epops (Linnaeus 1758)            | Пупавац                        | Европа, Азија, Северна Африка и подсахарска Африка | *Upupa epops epops (Linnaeus K.F 1758) *Upupa epops saturata (Lönnberg E. 1909) *Upupa epops major (Brehm C.L. 1855) *Upupa epops ceylonensis (Reichenbach H.G.L. 1853) *Upupa epops longirostris (Jerdon T.C. 1862) *Upupa epops senegalensis (Swainson W.J. 1837) *Upupa epops waibeli (Reichenow A. 1913) *Upupa epops africana (Bechstein J.M. 1811) | најмање угрожени таксон |
|             | Upupa marginata (Cabanis & Heine 1860) | Мадагаскарски пупавац          | Мадагаскар                                         | Монотипски таксон | најмање угрожени таксон |
|             | Upupa antaios (Olson S.L. 1975)        | Пупавац са острва Света Јелена | Света Јелена                                       | Монотипски таксон | Изумрли таксон          |

## Распрострањеност и станиште
Пупавци су широко распрострањени у Европи, Азији и Северној Африци, подсахарској Африци и Мадагаскару. Већина европских и северноазијских птица мигрира у тропске крајеве зими. Насупрот томе, афричке популације су седентарне током целе године. Врста је била луталица на Аљасци; Upupa epops saturata је тамо забележена 1975. године у делти Јукона. Познато је да се пупавци размножавају северно од свог европског ареала, и у јужној Енглеској током топлих, сувих лета која пружају обиље скакаваца и сличних инсеката, иако је од почетка 1980-их пријављено да су популације у северној Европи у опадању, вероватно због климатских промена.
Пупавац има два основна захтева за своје станиште: голо или благо вегетацијом обрасло тло на којем се храни и вертикалне површине са шупљинама (као што су дрвеће, литице или чак зидови, кућице за гнездо, пластови сена и напуштене јазбине, у којима се гнезди. Ови захтеви могу се задовољити у широком спектру екосистема, и као последица тога, пупавац насељава широк спектар станишта као што су вресишта, шумовите степе, саване и травњаци, као и шумске пропланке. Мадагаскарска врста такође користи гушћу примарну шуму. Модификација природних станишта од стране људи у разне пољопривредне сврхе довела је до тога да пупавац постане уобичајен у маслињацима, воћњацима, виноградима, парковима и пољопривредном земљишту, иако је ређи и опада у интензивно обрађиваним подручјима. Лов је забрињавајући у јужној Европи и Азији.
Пупавци се сезонски крећу као одговор на кишу у неким регионима као што су Цејлон и Западни Гати. Птице су виђене на великим надморским висинама током миграције преко Хималаја. Једна је забележена на око 6.400 м надморске висине од стране прве експедиције на Монт Еверест.

## Понашање и екологија
У ономе што се дуго сматрало одбрамбеним положајем, пупавци се сунчају тако што рашире крила и реп ниско уз тло и подижу главу; често склопе крила и дотерују се на пола сезоне. Такође уживају у купању у прашини и песку. Одрасли могу почети са митарењем након сезоне парења и наставити након што мигрирају у зимовалишта.

### Исхрана и храњење
Исхрана пупавца се углавном састоји од инсеката, малих гмизаваца, жабама и биљном материјом попут семења и бобица. То је усамљена животиња која се обично храни на земљи. Ређе се храни у ваздуху, где их снажна и заобљена крила чине брзим и окретним, у потрази за бројним ројевима инсеката. Чешће, њихов стил храњења је да корачају по релативно отвореном тлу и повремено застају да испитују земљу пуном дужином кљуна. Ларве инсеката, лутке и ровци се откривају кљуном и или извлаче или ископавају снажним стопалима. Пупавци се такође хране инсектима на површини, испитују гомиле лишћа, па чак и користе кљун да подижу велико камење и љуште кору. Уобичајене намирнице укључују цврчке, скакавце, бубе, ухолаже и мраве. Плен може бити величине од 10-150 мм дужине, са преферираном величином плена од око 20-30 мм. Већи плен се удара о земљу или камен по избору како би се убио и уклонили несварљиви делови тела попут крила и ногу.

### Гнежђење
Пупавци су моногамни, иако веза у пару очигледно траје само једну сезону. Такође су веома територијални. Мужјак се често оглашава како би објавио своје власништво над територијом. Потере и борбе између ривалских мужјака, а понекад и женки су честе и могу бити бруталне. Птице ће покушати да убоду ривале кљуновима, а јединке повремено буду ослепљене у борбама. Гнездо се налази у рупи у дрвету или зиду и има узак улаз. Може бити без облоге или се могу сакупљати разни остаци. Само женка је одговорна за инкубацију јаја. Величина легла варира у зависности од локације: птице северне хемисфере полажу више јаја него оне на јужној хемисфери, а птице на вишим географским ширинама имају већа легла од оних ближе екватору. У централној и северној Европи и Азији величина легла је око 12, док је око четири у тропима и седам у суптропима. Јаја су округла и млечно плава када се положе, али брзо мењају боју у све прљавијем гнезду. Теже 45 г. Замена легла је могућа. Када је хране у изобиљу, женка ће положити неколико додатних јаја како би обезбедила храну за птиће који су се већ излегли. У студији спроведеној у Шпанији, утврђено је да су гнезда са већом учесталошћу канибализма успешно излегла више птића него гнезда у којима се младунци нису хранили старијим птићима.
Пупавци имају добро развијену одбрану од предатора у гнезду. Уропигијална жлезда женке која инкубира и излежава јаја брзо се модификује да производи течност непријатног мириса, а то чине и жлезде младунаца. Ови секрети се утрљавају у перје. Сматра се да секрет, који мирише на труло месо, помаже у одвраћању предатора, као и паразита и могуће делује као антибактеријско средство. Секрети престају убрзо пре него што млади напусте гнездо. Од шест дана старости, младунци такође могу усмеравати млазеве измет на уљезе и шиштаће на њих налик змијама. Млади такође ударају кљуном или једним крилом.
Период инкубације за ову врсту је између 15 и 18 дана, током којих мужјак храни женку. Инкубација почиње чим се положи прво јаје, тако да се птићи рађају асинхроно. Птићи се излегу прекривени пахуљастим перјем . До отприлике трећег до петог дана, појављују се перје која ће постати перје одраслих јединки. Птиће излеже женка између 9 -14 дана. Женка се касније придружује мужјаку у доношењу хране. Млади добијају комплетно перје за 26-29 дана и остају са родитељима још око недељу дана.

## Галерија
- Јаја Upupa epops
Музеј у Тулузу
- Пупавац
Upupa epops
Кондор Тања, Кечкемет, Мађарска
- Пупавац
Upupa epops на бамбусу
Џао Менгфуа 1254–1322 Шангајски музеј
- Пупавац
Upupa epops
Национални парк Рамат Ган, Израел
- Пупавац
Upupa epops
Национални парк Рајаји, Утаракханд, Индија
- Пупавац
Upupa epops
Национални парк Сачори, Бангладеш

- Пупавац
Upupa epops
илустрација Национална библиотека Велса
- Пупавац
Upupa epops
Науманова природна историја птица Централне Европе
- Пупавац
Upupa epops
Природњачка историја и старине Селборна